# Success,success
「Success,success」（サクセスサクセス）は、nana×nana / 水樹奈々のシングル。2002年2月6日にスターチャイルドから発売された。

## 概要
- テレビアニメ『七人のナナ』のオープニングテーマとエンディングテーマを収録している。
- カップリングのエンディングテーマは、主人公鈴木ナナ役の水樹奈々がソロ歌っている。キャラクターソングではなく個人名義だが、水樹奈々個人のCDには収録されていない。

## 収録曲
全作詞：国分友里恵 / 全作曲・全編曲：岩本正樹
1. Success,success [3:38]
歌：nana×nana
  - テレビアニメ『七人のナナ』オープニングテーマ
2. Birdie,birdie [4:10]
歌：水樹奈々
  - テレビアニメ『七人のナナ』エンディングテーマ
3. Success,success（Off Vocal Version）
4. Birdie,birdie（Off Vocal Version）

## 収録作品
アルバム
- キャラクターソングアルバム『七人のナナ〜side story of nana〜 音楽の時間』（#2）（2002年3月27日発売）
  - Birdie,birdie（nana×nana ver.）
- サウンドトラック『七人のナナ オリジナルサウンドトラック〜side story of nana II〜』（#1）（2002年6月26日発売）
  - Success,success
  - Success,success（補習ヴァージョン）